# Chorągiew husarska prywatna Krzysztofa Naruszewicza
Chorągiew husarska prywatna Krzysztofa Naruszewicza – prywatna chorągiew husarska koronna I połowy XVII wieku, okresu wojen ze Szwedami i Rosją.
Szefem tej chorągwi był podskarbi wielki litewski Krzysztof Naruszewicz. Chorągiew wzięła udział w wojnie polsko-szwedzkiej 1626–1629.